# 柯爾提斯·艾克賽爾

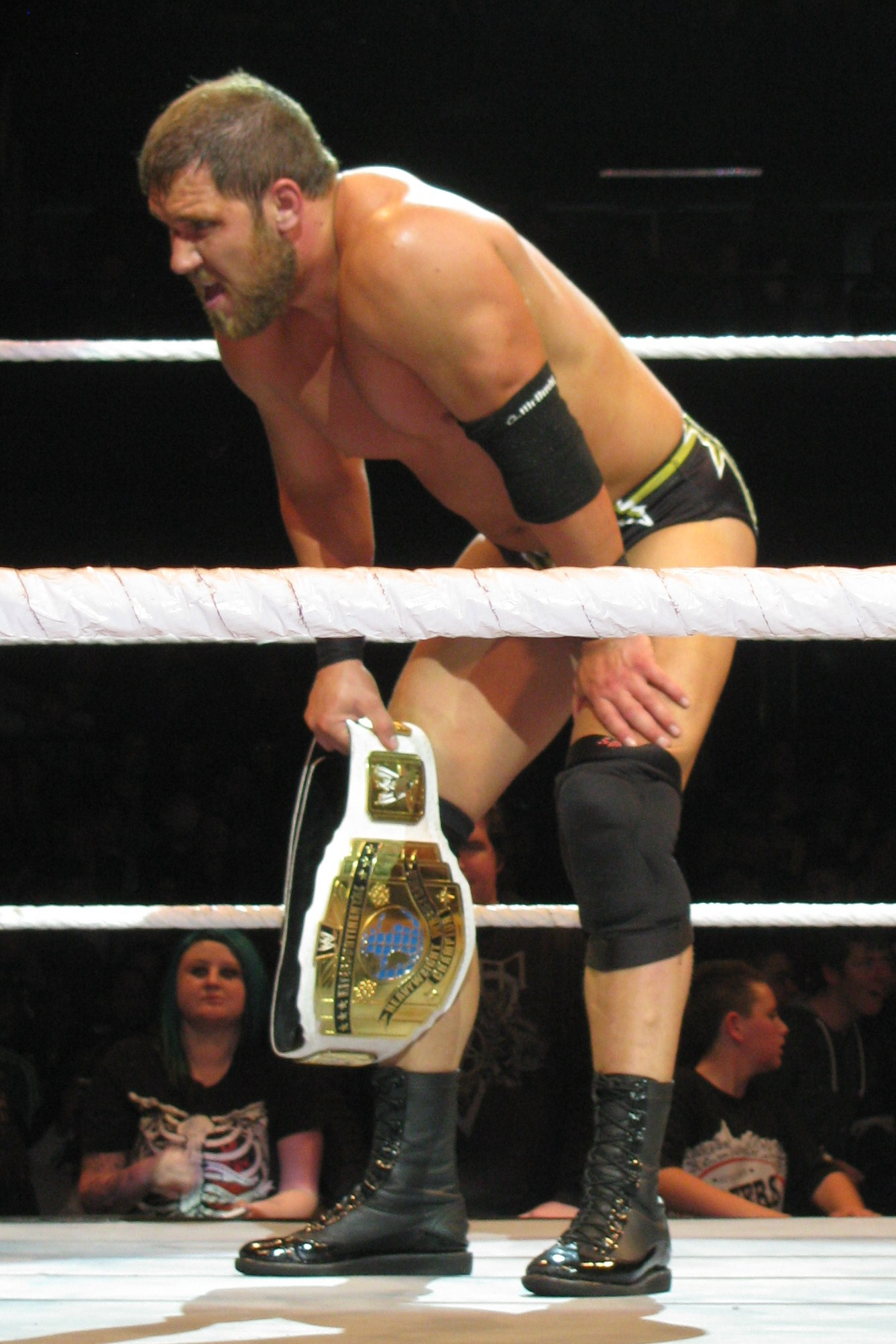
柯爾提斯·艾克賽爾與WWE洲際冠軍腰帶

柯爾提斯·艾克賽爾（英語：Curtis Axel，1979年10月1日—），本名約瑟夫·柯爾提斯·喬·漢尼格（英語：Joseph Curtis Joe Hennig），是世界摔角娛樂（WWE）旗下職業摔角選手，並在世界摔角娛樂節目WWE Raw中亮相。
在柯爾提斯·艾克賽爾的摔角事業中，艾克賽爾曾是一次的WWE洲際冠軍、一次的WWE雙打冠軍（與大衛·奧騰加）。柯爾提斯·艾克賽爾在2013年6月16日由世界摔角娛樂所舉辦的絕命復仇，從韋德·貝瑞特的手上贏得WWE洲際冠軍。特別的是，柯爾提斯·艾克賽爾與他的父親柯爾提·漢尼格是世界摔角娛樂第一對都獲得過WWE洲際冠軍的父子檔。